# Барут (Марк)
Барут (њем. Baruth/Mark) град је у њемачкој савезној држави Бранденбург. Једно је од 16 општинских средишта округа Телтов-Флеминг. Према процјени из 2010. у граду је живјело 4.309 становника. Посједује регионалну шифру (AGS) 12072014.

## Географски и демографски подаци
Барут се налази у савезној држави Бранденбург у округу Телтов-Флеминг. Град се налази на надморској висини од 51-145 метара. Површина општине износи 231,9 km². У самом граду је, према процјени из 2010. године, живјело 4.309 становника. Просјечна густина становништва износи 19 становника/km².